# 瀬戸市立下品野小学校
瀬戸市立下品野小学校（せとしりつ しもしなのしょうがっこう）は、愛知県瀬戸市品野町にある公立小学校。

## 概要
- 初代校長「今井鎌三郎」の像は、校内三か所に据えられており、没後100年以上たつ現在も、その遺徳を偲ぶ思いは受け継がれている。
- 今井鎌三郎（かまさぶろう）は、明治元年（1868）６月８日西加茂郡寺部村（豊田市）に生まれたが、明治24年（1891）、愛知師範学校卒業と同時に下品野小学校訓導兼校長を拝命した。明治40年（1907）４月６日40歳で没するまで生涯を同校に奉職、『愛知縣偉人傳』には「世、鎌三郎を呼んで今ペス（ペスタロッチ）といふは其の崇高な人格、其の愛と至高の横溢した教育的生涯を賛美してかく呼ぶのである」とある。
- 地域からは学校に対する惜しみない支援や協力がある。
- 昭和52年度「健康優良校日本一」、健康づくりにも使われた芝生広場は、現在も大切に引き継がれ、学校の自慢となっている。
- 学校教育目標「人間性豊かな下品野っ子の育成」
- 基礎基本を身につける「パワーアップタイム」、温かい人間関係づくりを行う「下小フェスタ」、健やかな体を育む「元気いっぱい運動」を実施。
- 八床町、品野町1-6丁目、品野町7丁目の一部、落合町、北丘町、広之田町の一部、鳥原町の一部、窯町、余床町が通学区域であり、公立中学校の進学先は瀬戸市立品野中学校である[1][2]。
- 旧・東春日井郡品野町の小学校であった。

## 沿革
創立は1891年（明治24年）となっている。この年は初代校長今井鎌三郎の着任した年である。ここではそれ以前についても記述する。
- 1873年（明治6年） - 上品野村に同帰学校が開校する。
- 1876年（明治9年）頃 - 同帰学校から中品野村、下品野村が離脱。下品野村に品野学校が開校する。
- 1887年（明治20年） - 尋常小学中品野学校に改称する。校舎は神明社[注釈 1]境内の芝居小屋を転用。
- 1889年（明治22年）10月1日 - 下品野村と中品野村が合併し、下品野村となる。
- 1891年（明治24年） - 今井鎌三郎が初代校長として着任する。
- 1892年（明治25年）11月 - 下品野尋常小学校に改称する。
- 1902年（明治35年） - 校舎を新築し、移転する。
- 1906年（明治39年）7月16日 - 上品野村、下品野村、掛川村が合併し、品野村となる。
- 1907年（明治40年）3月15日 - 品野尋常小学校に改称する。
- 1908年（明治41年）
  - 4月 - 高等科を設置し、品野尋常高等小学校に改称する。
  - 7月 - 実業補習学校を併設する。
- 1913年（大正2年） - 校舎を新築し、移転する。
- 1914年（大正3年）
  - 1月1日 - 品野村が町制施行し、品野町となる。
  - 4月 - 下品野尋常高等小学校に改称する。
- 1941年（昭和16年）4月1日 - 下品野国民学校に改称する。
- 1947年（昭和22年）4月1日 - 品野町立下品野小学校に改称する。
- 1959年（昭和34年）4月1日 - 品野町が瀬戸市に編入される。同時に瀬戸市立下品野小学校に改称する。
- 1975年（昭和50年） - 学区の一部が瀬戸市立品野台小学校に移る。

児童数の変遷
- 1947年（昭和22年）729人
- 1957年（昭和32年）842人
- 1967年（昭和42年）658人
- 1977年（昭和52年）726人
- 1987年（昭和62年）676人
- 1997年（平成9年） 490人
- 2007年（平成19年）417人
- 2017年（平成29年）455人

## 交通アクセス
- 瀬戸市コミュニティバス曽根線「下品野小学校」バス停より徒歩約5分。
- 名鉄バスしなの線「しなのバスセンター」下車、徒歩約7分。

## 周辺施設
- 瀬戸市立品野中学校
- 瀬戸市立品野台小学校
- 瀬戸市立掛川小学校
- 瀬戸市自治会
- 瀬戸市役所品野支所
- 瀬戸警察署品野交番
- 品野郵便局
- 瀬戸信用金庫品野支店
- JAあいち尾東品野支店